# Інгаляція

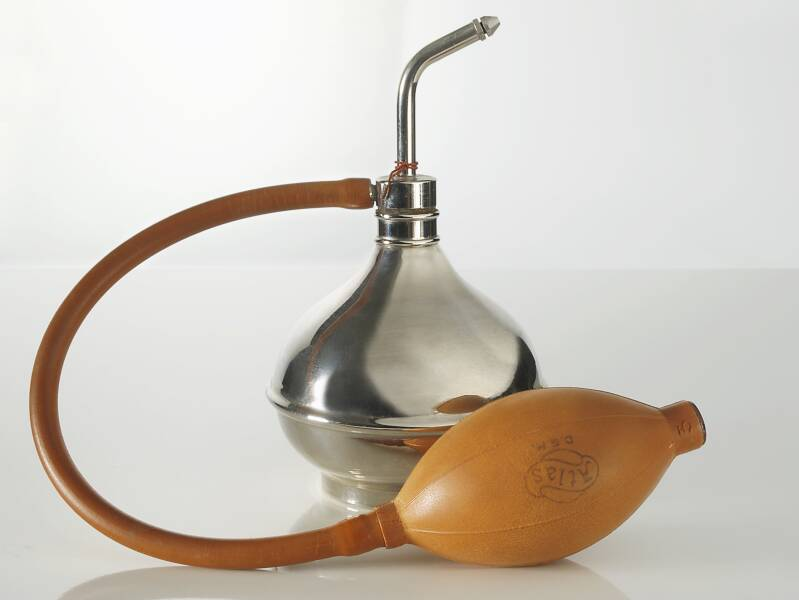
Інгалятор:
1-стаканчик
2-резервуар
3-спиртівка
4- трубка для вдихання

Інгаляція (від лат. Inhalo — вдихаю) — шлях введення в організм лікарських засобів або біологічно активних речовин з потоком вдихуваного повітря.
Інгаляцію застосовують головним чином для профілактики і лікування гострих та хронічних захворювань верхніх дихальних шляхів, бронхів і легень, для профілактики й купірування приступів бронхіальної астми, для лікування захворювань слизової оболонки ротової порожнини та ін.
Інгаляційним способом вводять лікарські речовини у формі аерозолей. Вони надходять у кров шляхом дифузії через легеневу тканину і швидко проявляють загальну дію.
Для проведення інгаляцій використовуються, як правило, спеціальні апарати, що працюють за принципом пульверизаторів (інгалятори). Вони застосовуються для розпилення і вдихання аерозолів.
Лікарські речовини можна вводити в організм хворого також в газоподібному стані. Для цього застосовують паровий інгалятор. В пароутворюючу рідину (частіше звичайну воду) додають натрію гідрокарбонат, рослинні олії, ментол (таблетки валідола), утворюючи таким чином лужний розчин олійних речовин.
У стаціонарних умовах при можливості досить дрібного розпилення речовин використовують інгаляції антибіотиків.
До інгаляцій відноситься також вдихання газів (кисню, оксид азоту та ін).
Для олійних інгаляцій використовують рослинні олії: мендальна, персикова і багато інших, зараз в аптеках їх безліч. Іноді до олії додають ментол (1-3%), який має болезаспокійливі і слабкі бактерицидні властивостями. При інфекційних ураженнях носоглотки добре допомагають інгаляції антибіотиків з додаванням евкаліптової олії. Якщо при цьому виникає гіперемія і сухість слизових оболонок дихальних шляхів, необхідно скасувати антибіотики. На курортах використовують природні аерозолі, частіше за все лужні. Іноді поєднують лужні інгаляції з олійними. У цих випадках спочатку дихають лугами, а потім, після 15-хвилинної перерви, — олійними, тому що олійна плівка перешкоджає попаданню ліків на слизову оболонку.
Інгаляцію можна застосовувати як профілактичний захід для захисту дихальних шляхів від шкідливих впливів на слизову оболонку.

### Види інгаляцій

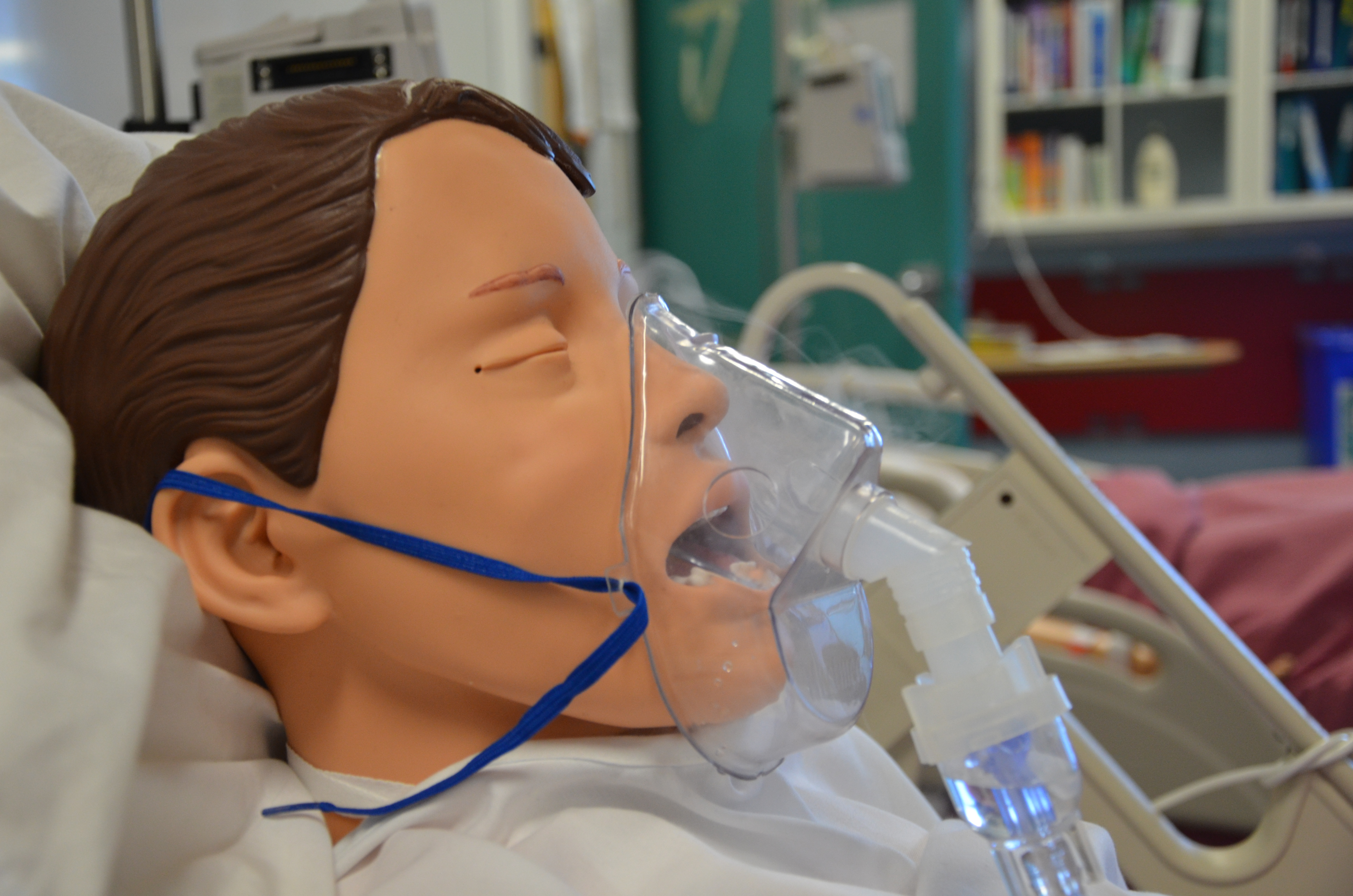
Інгаляція

Розрізняють 5 основних видів інгаляцій: парові, тепло-вологі, електроаерозольні, олійні, сухі інгаляції.
1. Діючою основою парових інгаляцій є пара, яка при вдиханні викликає посилений приплив крові до слизової оболонки верхніх дихальних шляхів, що сприяє відновленню її функції і вгамовує біль. Для парових інгаляцій використовують ментол, тимол, евкаліптову олію. Температура пари на видихові респіратора складає 55—62 °С. Тривалість інгаляції 5—10 хв.
2. При тепловологій інгаляції відбувається розпилення підігрітої рідкої лікувальної суміші: ізотонічного (0,9 %) і гіпертонічного (2—3%) розчинів натрію хлориду, 1—2% розчину натрію гідрокарбонату. До неї можна включати бронхолітики. Температура суміші для інгаляцій складає 38—42 °С. Тривалість процедури залежить від швидкості розпилення ліків. На одну інгаляцію витрачають 75—200 мл розчину.
3. Аерозолі (електроаерозолі) кімнатної температури   широко використовують у портативних інгаляторах. На одну інгаляцію витрачають 2—6 мл ліків.
4. Олійні інгаляції мають не тільки лікувальне, а й профілактичне значення (при професійному контакті зі свинцем,  ртуттю, бромом, аміаком). Виконуючи олійну інгаляцію, слизову оболонку дихальних шляхів змащують тонким шаром олії з метою захисту її від різноманітних подразнень і щоб запобігти всмоктуванню токсинів. При атрофії слизової оболонки це зменшує відчуття сухості в горлі.
Використовують по 0,5—1 мл рослинної олії (маслинова, евкаліптова, персикова) і риб'ячого жиру, які в легенях майже повністю розщеплюються і всмоктуються. Тривалість інгаляції 5—7 хв.
5. При сухих інгаляціях розпилений у розчині порошок змішується з сухим гарячим повітрям, з якого вода випарюється, а найдрібніші часточки лікарської речовини, вільно проникають глибоко у бронхи.
Інгаляції призначають для боротьби з. інфекцією, розрідження харкотиння, захисту слизової оболонки дихальних шляхів від подразнюючої дії різних чинників; для поліпшення прохідності дихальних шляхів.
Переваги методу інгаляції полягають у тому, що лікарські засоби, обминаючи печінку, в незміненому вигляді потрапляють безпосередньо в ділянку патологічного процесу.
Недоліки методу такі: неточність дозування, можливі подразнення слизової оболонки дихальних шляхів, недостатнє проникнення в ділянку патологічного процесу у разі порушення прохідності дихальних шляхів.

### Методика проведення інгаляцій
Інгаляції слід проводити у спокійній обстановці, через 1—1,5 год після приймання їжі та фізичної роботи. Під час процедури хворі не повинні відволікатися розмовами і читанням.. Одяг має бути не тісним, щоб була можливість вільно дихати. Після інгаляції треба відпочити протягом 10—15 хв, а в холодну пору року— 30—40 хв. Протягом 1 год хворим не рекомендують співати, розмовляти, палити, їсти. При ураженні навколоносових пазух хворі вдихають видихають через ніс, без напруження. При ураженнях глотки, гортані, трахеї, бронхів після вдиху речовини, що застосовується для інгаляції, треба затримати дихання до 2 с (подумки на рахунок «один – два»), а потім зробити максимальний видих, бажано через ніс. Це дасть можливість частині речовини завдяки від’ємному тиску в носовій порожнині потрапити в навколойосові пазухи.

### Показання
Стани після перенесеної пневмонії, трахеобронхітах, хронічний обструктивний бронхіт у фазі стійкої ремісії,емфізема легень, бронхіальна астма, бронхоектатична хвороба при легенево-серцевій недостатності не вище II стадії, професійні захворювання легень, супутні захворювання ЛОР-органів, гострі респіраторні вірусні захворювання.

### Протипоказання
Бронхіальна астма з часто повторюючими і важкими приступами, індивідуальна непереносимість лікарського препарату, легенева кровотеча і кровохаркання, ішемічна хвороба серця, стенокардія напруги II ФК, захворювання внутрішнього вуха, тубоотит, атрофічний риніт, вестибулярні розлади.
У стаціонарних умовах для проведення аерозольного лікування часто використовують апарати (інгалятори) закритого типу, одні з яких утворюють високодисперсні аерозолі олій, розчинів, лугів, антибіотиків, інші — низькодисперсні аерозолі.

### Ступені дисперсності
Проникаюча здатність і рівень дії аерозолів обумовлені ступенем їх дисперсності. Високодисперсні (0,5-5,0 мкм) аерозолі при інгаляціях досягають альвеол, тому їх використовують при пневмоніях і бронхітах. Середньодисперсні (5-25 мкм) аерозолі проникають у дрібні і великі бронхи, тому їх застосовують при захворюваннях бронхів. Низькодисперсні (25-100 мкм) аерозолі переважно осідають у трахеї, гортані і носоглотці, в зв'язку з чим їх призначають при ЛОР-захворюваннях.
Механізм дії низькодисперсних і високодисперсних аерозолів та застосування лікарських препаратів. Низькодисперсні аерозолі найчастіше застосовують для теплових вологих і олійних інгаляцій. Теплові вологі інгаляції — це інгаляції водорозчинних лікарських засобів, мінеральних вод, зокрема лужних, температури 38 — 40 °С. Тепло стимулює приплив крові до слизової оболонки. Такі інгаляції справляють знеболювальну дію, підвищують секрецію, сприяють розрідженню мокротиння і прискоренню його евакуації.
Із високодисперсних аерозольних препаратів найчастіше застосовують ферменти (трипсин, хімотрипсин). Вони розріджують мокротиння, поліпшуючи дренаж бронхів. Хімотрипсин, трипсин призначають по 5 мг на 5 мл 0,5 % розчину новокаїну. Оскільки ферменти можуть зумовити алергійну реакцію, перед першою інгаляцією призначають кальцію хлорид або димедрол.